# Monyoród, Baranya
Monyoród (în croată Minjorod) este un sat în districtul Bóly, județul Baranya, Ungaria, având o populație de 160 de locuitori (2011).

## Demografie
Componența etnică a satului Monyoród
     Maghiari (73,53%)
     Germani (16,91%)
     Croați (9,56%)
Componența confesională a satului Monyoród
     Romano-catolici (43,75%)
     Fără religie (8,13%)
     Reformați (6,88%)
     Necunoscută (41,25%)
Conform recensământului din 2011, satul Monyoród avea 160 de locuitori. Din punct de vedere etnic, majoritatea locuitorilor (73,53%) erau maghiari, existând și minorități de germani (16,91%) și croați (9,56%). Nu există o religie majoritară, locuitorii fiind romano-catolici (43,75%), persoane fără religie (8,13%) și reformați (6,88%). Pentru 41,25% din locuitori nu este cunoscută apartenența confesională.